# La Garita (Michoacán)
La Garita es una localidad del estado mexicano de Michoacán. Es parte del municipio de Jungapeo.

## Demografía
| Gráfica de evolución demográfica |
|                                  |

| Censo | Población |
| ----- | --------- |
| 1900  | 226       |
| 1910  | 200       |
| 1921  | 131       |
| 1930  | —         |
| 1940  | 369       |
| 1950  | 466       |
| 1960  | 197       |
| 1970  | 327       |
| 1980  | 405       |
| 1990  | 442       |
| 2000  | 456       |
| 2010  | 867       |
| 2020  | 1010      |